# Airdrie
Airdrie (gaelico scozzese: An Àrd Ruigh o An Àrd Àirighe) è una città del Regno Unito.
Si trova in Scozia, su un altopiano, a 19 km da Glasgow.
Il nome di Airdrie apparve per la prima volta nel Registro del Gran Sigillo di Scozia (Registrum Magni Sigilii Regum Scotorum) nel 1373 come Ardre. Nel 1546 era diventato Ardry e nel 1587 era conosciuto come Ardrie. Nel 1630 apparve finalmente nel Registro come Airdrie. Data la topografia della zona, l'interpretazione più probabile è che il nome derivi dal gaelico An Àrd Ruigh che significa un'altezza pianeggiante o un pascolo alto. Un'altra possibilità è che derivi dal gaelico An Àrd Àirighe che significa sheiling, alpeggio/capanna del pastore. Una terza possibilità è il gaelico Ard Reidh che significa altopiano. Un'ulteriore alternativa non gaelica è il brittonico, cioè cumbrico o gallese settentrionale, ard tref (divenendo ardre per processo di assimilazione), che significa un'alta stalla o fattoria, che risalirebbe ai tempi del regno di Strathclyde, prima del espansione della lingua gaelica o inglese nella regione. Il castello di Airthrey nello Stirlingshire potrebbe avere una derivazione simile.